# Limnichoderus amoenus
Limnichoderus amoenus är en skalbaggsart som beskrevs av Wooldridge 1981. Limnichoderus amoenus ingår i släktet Limnichoderus och familjen lerstrandbaggar. Inga underarter finns listade i Catalogue of Life.